# William Woods (Politiker)
William Woods (* 1790 in Washington County, New York; † 7. August 1837 in Bath, New York) war ein US-amerikanischer Politiker. Zwischen 1823 und 1825 vertrat er den Bundesstaat New York im US-Repräsentantenhaus.

## Werdegang
William Woods erhielt eine bescheidene Schulbildung. 1813 zog er nach Bath im Steuben County. Er studierte Jura. Nach dem Erhalt seiner Zulassung als Anwalt begann er in Bath zu praktizieren. Er saß 1823 in der New York State Assembly.
Als Folge einer Zersplitterung der Demokratisch-Republikanischen Partei vor und während der Präsidentschaft von John Quincy Adams (1825–1829) schloss er sich der Adams-Clay-Fraktion an. Er wurde in einer Nachwahl im 28. Wahlbezirk von New York in den 18. Kongress gewählt, um dort die Vakanz zu füllen, die durch den Rücktritt von William B. Rochester entstand. Sein Sitz im US-Repräsentantenhaus nahm er am 3. November 1923 ein. Er schied nach dem 3. März 1825 aus dem Kongress aus.
Nach seiner Kongresszeit ging er wieder seiner Tätigkeit als Anwalt nach. Zwischen 1827 und 1835 war er Vormundschafts- und Nachlassrichter im Steuben County. Während dieser Zeit saß er 1828 wieder in der New York State Assembly. Er verstarb am 7. August 1837 in Bath. Sein Leichnam wurde dann auf dem Grove Cemetery beigesetzt.